# Beveren (Waregem)
Pour les articles homonymes, voir Beveren.
Beveren [ˈbeːvərə(n)] (officieusement : Beveren-Leie)  est une section de la ville belge de Waregem, en province de Flandre-Occidentale. C'était une commune à part entière avant la fusion des communes de 1977.

## Géographie
Beveren est limitrophe des localités suivantes : Ooigem, Desselgem, Deerlijk, Harelbeke (ville) et Bavikhove. À la suite de l'urbanisation croissante, les agglomérations de Beveren et de Desselgem n'en font plus qu'une.

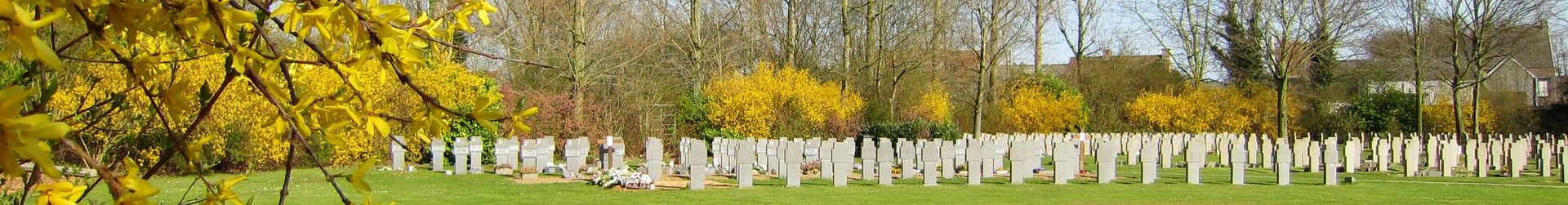
Le cimetière de Beveren-Leie

La Lys passe dans la localité.

## Étymologie
Le nom de Beveren serait d'origine celtique : le nom originel, Brebona, signifierait castor.
Beuerna (965), Beuerne (1035), Beverne (vers 1200)

## Démographie

### Évolution démographique
- Sources : INS, Rem. : 1831 jusqu'en 1970 = recensements, 1976 = nombre d'habitants au 31 décembre[4].

## Histoire
Diverses découvertes datant des époques préhistorique et gallo-romaine ont été faites sur le territoire de la localité : par exemple, 800 pièces de monnaie gallo-romaine datant environ de 260 ont été déterrées en 1937.
Le nom de Beveren est mentionné pour la première fois en 964 dans une charte du roi de France Lothaire ; à partir de ce moment, l'histoire de Beveren est à suivre dans les archives de l'abbaye Saint-Pierre de Gand.
Le village a été durant des siècles une commune agricole où l'artisanat familial (le filage et le tissage) était aussi un peu présent. Après la crise du XIXe siècle, l'industrie linière est également apparue. À l'heure actuelle, le village s'est développé jusqu'à devenir une localité industrielle à l'urbanisation compacte.
La commune a été indépendante jusqu'à la fusion de communes du 1er avril 1977 où elle a été rattachée à Waregem avec Desselgem et Vive-Saint-Éloi.

## Bourgmestres
Liste des bourgmestres de Beveren jusqu'à la fusion des communes de 1977 :
- 1796-1797 : Jacobus Anthonius Bouckaert
- 1798-1819 : Jan Eugeen de Brabandere
- 1820-1822 : Antonius-Josephus Deconinck
- 1822-1831 : Franciscus Terrijn
- 1832-1835 : Joseph Vervaeke
- 1836-1854 : Jan Baptist De Brabandere
- 1855-1857 : Joseph Vervaeke
- 1858-1870 : Felix Van Rijsselberghe
- 1871-1884 : Ernest Van Rijsselberghe
- 1885-1891 : Ivo Vantomme
- 1891-1895 : Jules Coussement (suppléant)
- 1895-1921 : Jules Coussement
- 1921-1938 : Odilon Coussement
- 1939-1941 : Theofiel Callens
- 1942-1944 : Aloïs Bijttebier
- 1945-1946 : Theofiel Callens
- 1947-1970 : Jules Callens
- 1971-1976 : Frans Christiaens

## Curiosités
- L'église Saint-Jean-Baptiste (vieille église)
- L'église Saint-Jean-Baptiste (nouvelle église)
- La maison communale
- Une sculpture de l'artiste Willem Vermandere
- La réserve naturelle De Zavelputten

## Personnalités nées à Beveren
- Leonard Lodewijk De Bo, prêtre et dialectologue né en 1826 et mort à Poperinge en 1885 ;
- Jan-Pieter Schotte (1928-2005) missionnaire Scheutiste, cardinal de la curie romaine.
- Patrick Lateur, poète né en 1949.

## Galerie

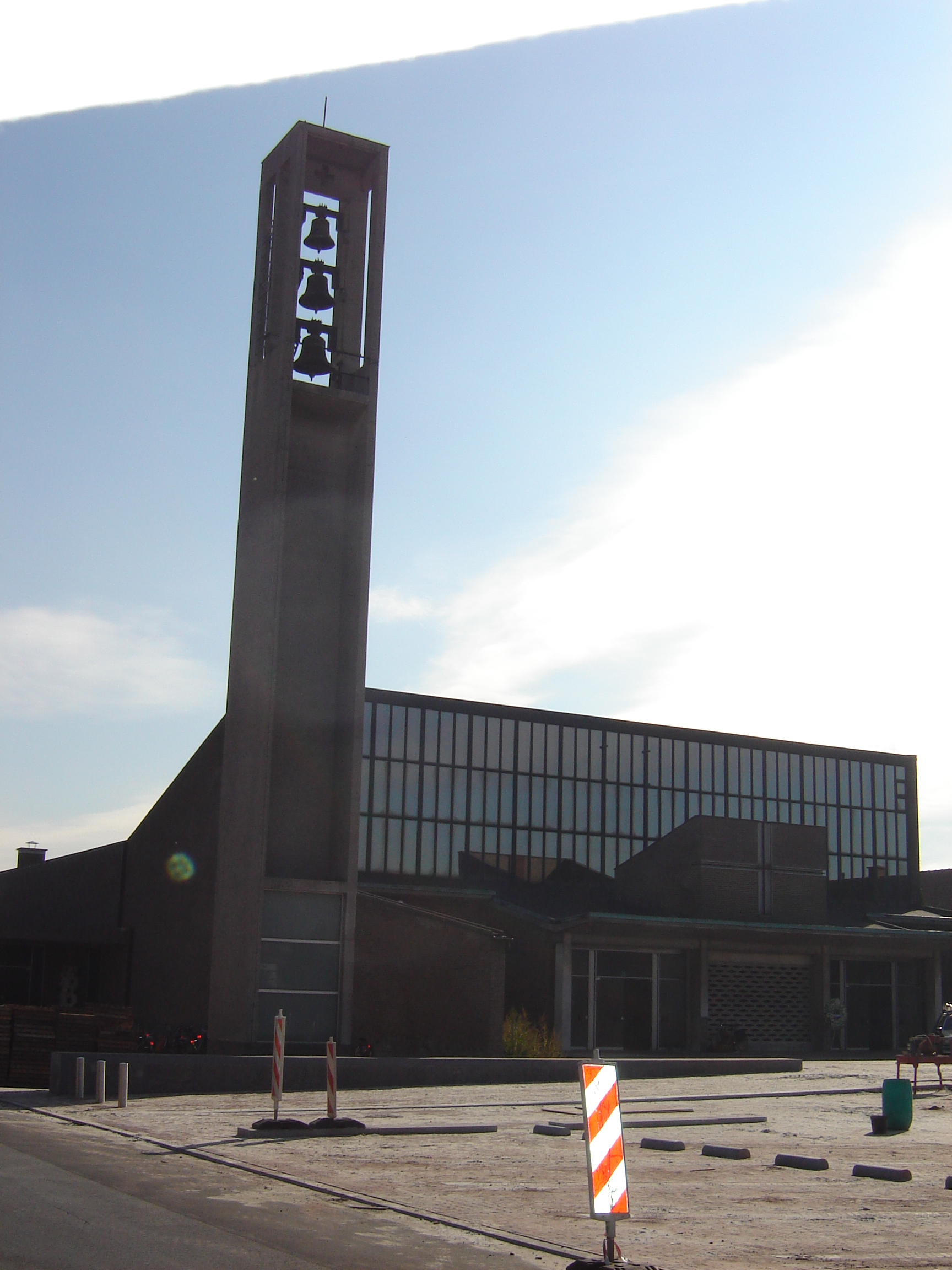
Église Saint-Jean-Baptiste.
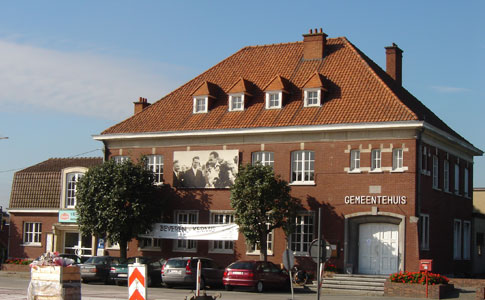
Maison communale.
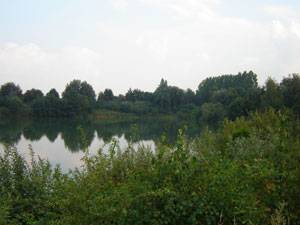
Vue de la réserve naturelle De Zavelputten.
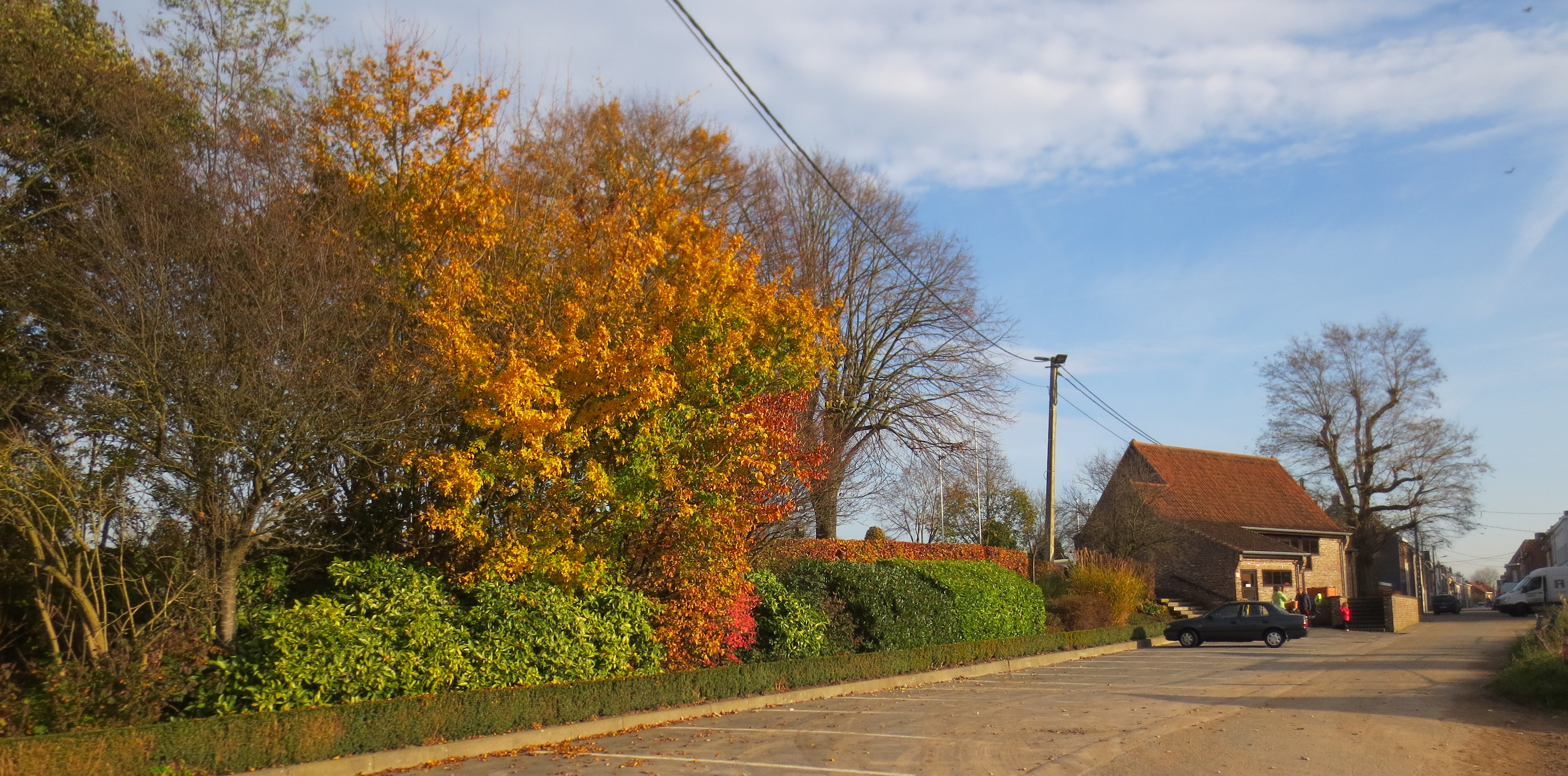
Le cimetière.
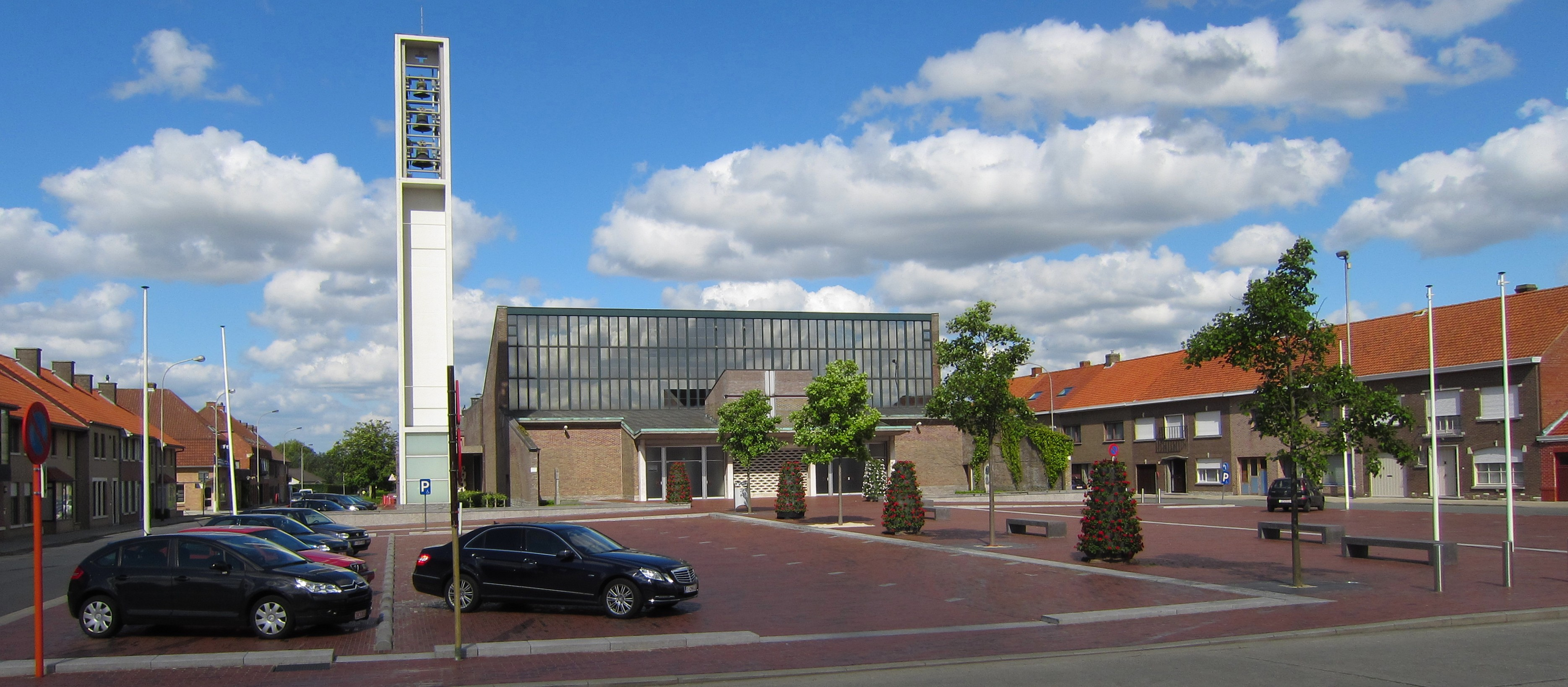
La place.
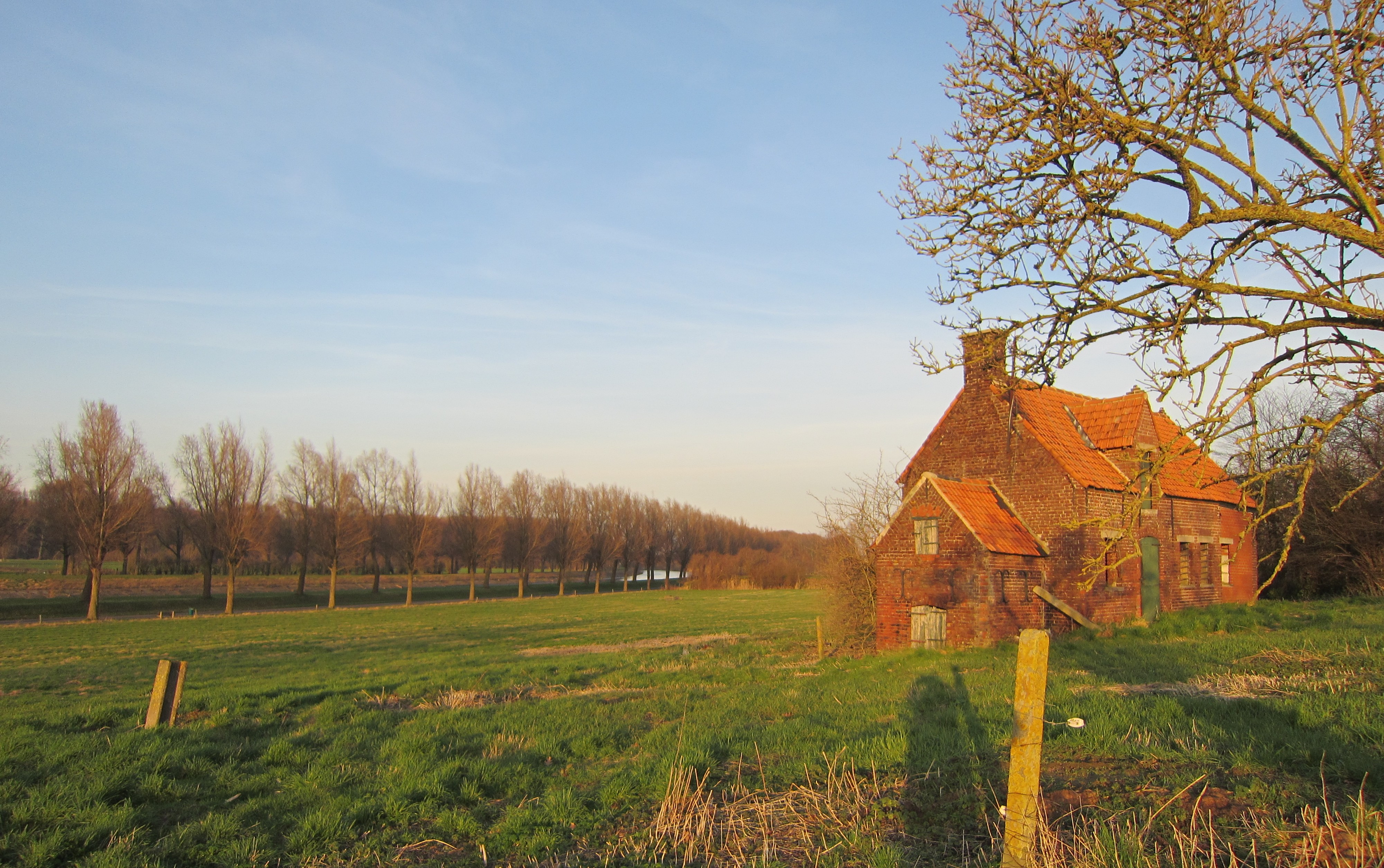
La campagne.
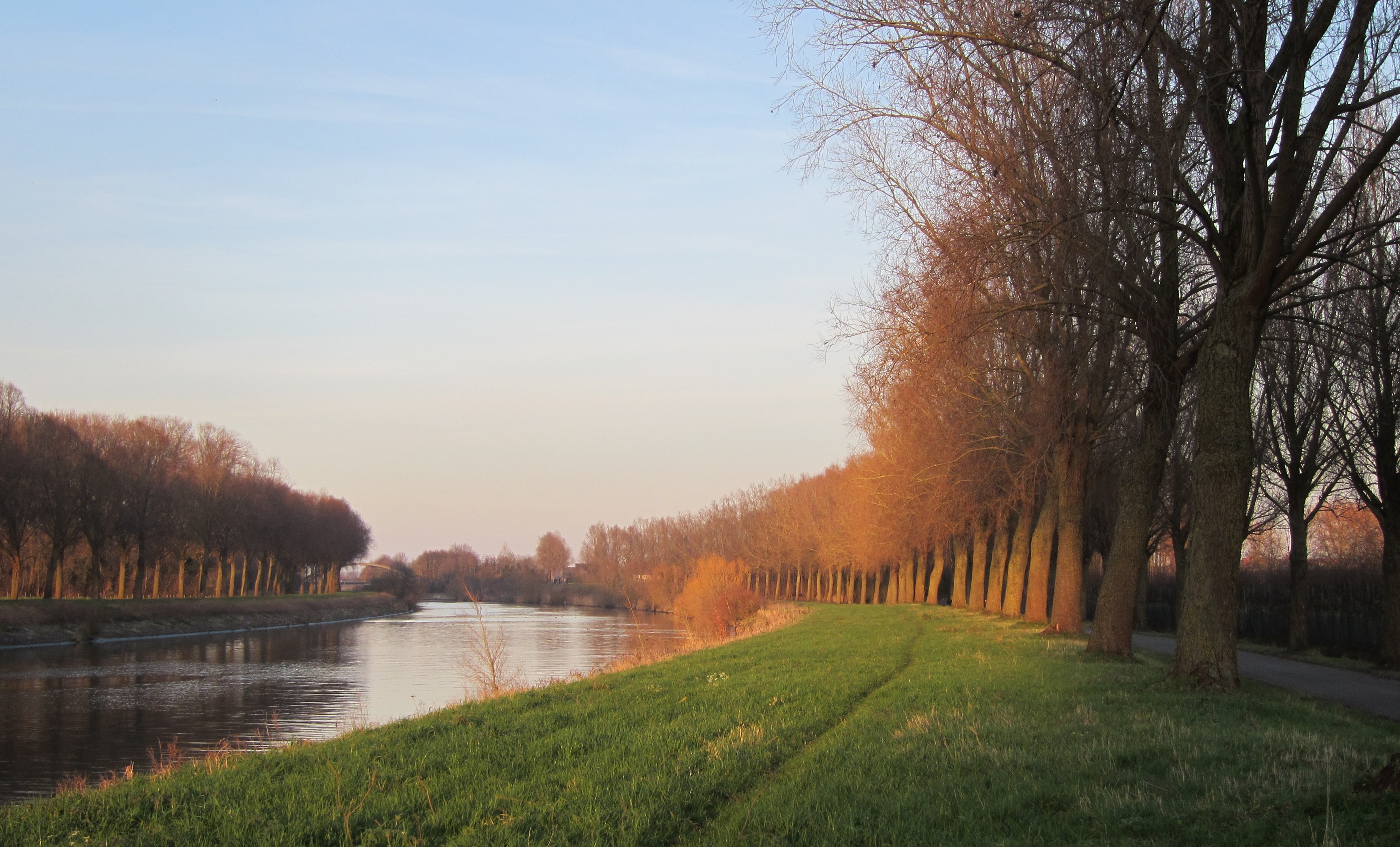
La Lys.